# Kong (underprefektur)
Kong är en underprefektur i Elfenbenskusten. Den ligger i departementet med samma namn, i den centrala delen av landet, 270 km norr om huvudstaden Yamoussoukro.